# 下毛野年継
下毛野 年継（しもつけの の としつぐ）は、奈良時代から平安時代初期にかけての貴族。姓は朝臣。従四位下・下毛野稲麻呂の近親か。官位は従五位上・官奴正。

## 経歴
桓武朝初頭の延暦2年（783年）従五位下に叙爵し、延暦4年（785年）内掃部正次いで大監物に任ぜられる。延暦7年（788年）備中介として地方官に転じた。
従五位上に昇叙された後、延暦23年（804年）諸陵助、延暦25年（806年）官奴正と桓武朝末に再び京官を歴任している。

## 官歴
『六国史』による。
- 時期不詳：正六位上
- 延暦2年（783年） 3月1日：従五位下
- 延暦4年（785年） 8月14日：内掃部正。10月12日：大監物
- 延暦7年（788年） 2月6日：備中介
- 時期不詳：従五位上
- 延暦23年（804年） 2月18日：諸陵助
- 延暦25年（806年） 2月16日：官奴正